# Phare de Walney
Le phare de Walney est un phare situé sur l'île de Walney proche de Barrow-in-Furness, dans le comté du Cumbria en Angleterre. Il est maintenant protégé en tant que Monument classé au Royaume-Uni de Grade II* depuis 1976.

## Histoire
L'Île de Walney est une île longue d'environ 15 km en bout de la péninsule de Furness. L'île est accessible par un pont. Le premier phare, une structure en bois, a été construit à l'extrémité sud de l'île en 1790. Il a été détruit par un incendie en 1803. Mais avant cet événement l'île s'était étendue au sud et ensuite à l'est par une langue sablonneuse. Cette extension est maintenant devenue une réserve naturelle (South Walney Nature Reserve) gérée par la Cumbria Wildlife Trust. Le phare actuel a été construit en 1804. C'est une tour octogonale en pierre blanche de 24 m, avec galerie et lanterne. La maison de gardien duplex de 2 étages est maintenant une résidence privée.
Identifiant : ARLHS : ENG-161 - Amirauté : A4820 - NGA : 5052.